# サンダー・タイガース
サンダー・タイガース（中国語: 中華民國空軍雷虎特技小組, 英語: Thunder Tiger Aerobatics Team）は、1953年に創設された、台湾空軍のアクロバット飛行チームである。

## 歴史
中台戦争において、毛沢東が率いる共産軍がロシアからMiG-15を供与されて以降、共産軍の優勢が続いていた。中国と台湾のパワーバランスが崩れることを危惧したアメリカは、これに対抗するため台湾にとって初のジェット戦闘機であるF-84（サンダージェット）を供与。これ以降、F-84を運用した3個中隊が度々アクロバット飛行を行うようになったが、中でも高い技術を見せた第1中隊に、その任務が独占的に与えられた。これが後のサンダー・タイガースである。このチームは台南空軍基地を拠点として活動しており、その当時、パイロットのほとんどは台南市にある水交社の軍施設で暮らしていた。同年に発足した大韓民国空軍やフィリピン空軍のアクロバット飛行チームがレシプロ機のP-51（マスタング）からスタートしたのに対し、このチームは当初からジェット機で飛行し、1954年8月14日、15回目の空軍記念日に、4機のF-84が台北上空で観客の前での展示飛行を初披露。台湾空軍は、これをサンダー・タイガース誕生の日としている。その当時はまだチームに固有の名称はなく、1956年12月13日、「虎」の異名を持つ王叔銘将軍から正式に「サンダー・タイガース」の名が与えられた。後に機体は6機に、1957年には9機に拡大され、第1中隊以外のパイロットも参加するようになった、同年、フィリピン航空ウィークで初めて9機編隊展示飛行を初披露。
空軍でF-84の退役が進んだことに伴い、1959年にサンダー・タイガースの機体もF-86（セイバー）に更新された。その年の4月には、サンダーバーズの本拠地であるネリス空軍基地で開催された世界航空会議にアジア代表として招かれ、初めてアメリカでの展示飛行を行い、サンダーバーズら欧米のチームと渡り合った。同時に大編隊を組んだ12機のF-86が「下向き空中開花」を披露し、一躍有名になった。この際の活躍は話題を呼び、日本の大蔵省造幣局で印刷された記念切手が発行された。
1967年には期待をノースロップのF-5A（フリーダムファイター）に更新したが、当時の空軍司令部は貴重な戦力リソースをアクロバット飛行の訓練に費やすことに懐疑的で、チームは6機編成に縮小された。1975年にF-5E（タイガーII）に機種改変したが、1981年には4機編成にまで縮小され、F-5装備時代はチームにとって不遇の時代であった。
1988年、国産の練習機である漢翔航空工業（AIDC）のAT-3（自強）に機体を更新。これ以降は6機編隊とソロ1機が基本的な編成となった。AT-3は超音速機であるF-5シリーズと比べて加速では劣るが、旋回半径が小さいなど機動性や安定性には秀でている。1993年以降、部隊は高雄市岡山区の空軍軍官学校を拠点として活動している。
2011年の建国100周年を記念して、台湾で最大規模のフライパストに参加した。
2014年10月、莊倍源中佐が定期飛行訓練中の事故で墜落し、命を落とした。AT-3全機が点検のため地上に戻り、チームの活動はしばらく中断された。2014年11月に馬英九総統らが参列して行われた中佐の葬儀での追悼飛行を除いて、2016年11月まで公的な行事での展示飛行は行われなかった。
AT-3の運用開始から35年以上が経過し、機体の老朽化が進んでいる。後継機としては、新型の練習機であるT-5A（勇鷹）が挙げられている。

## ギャラリー

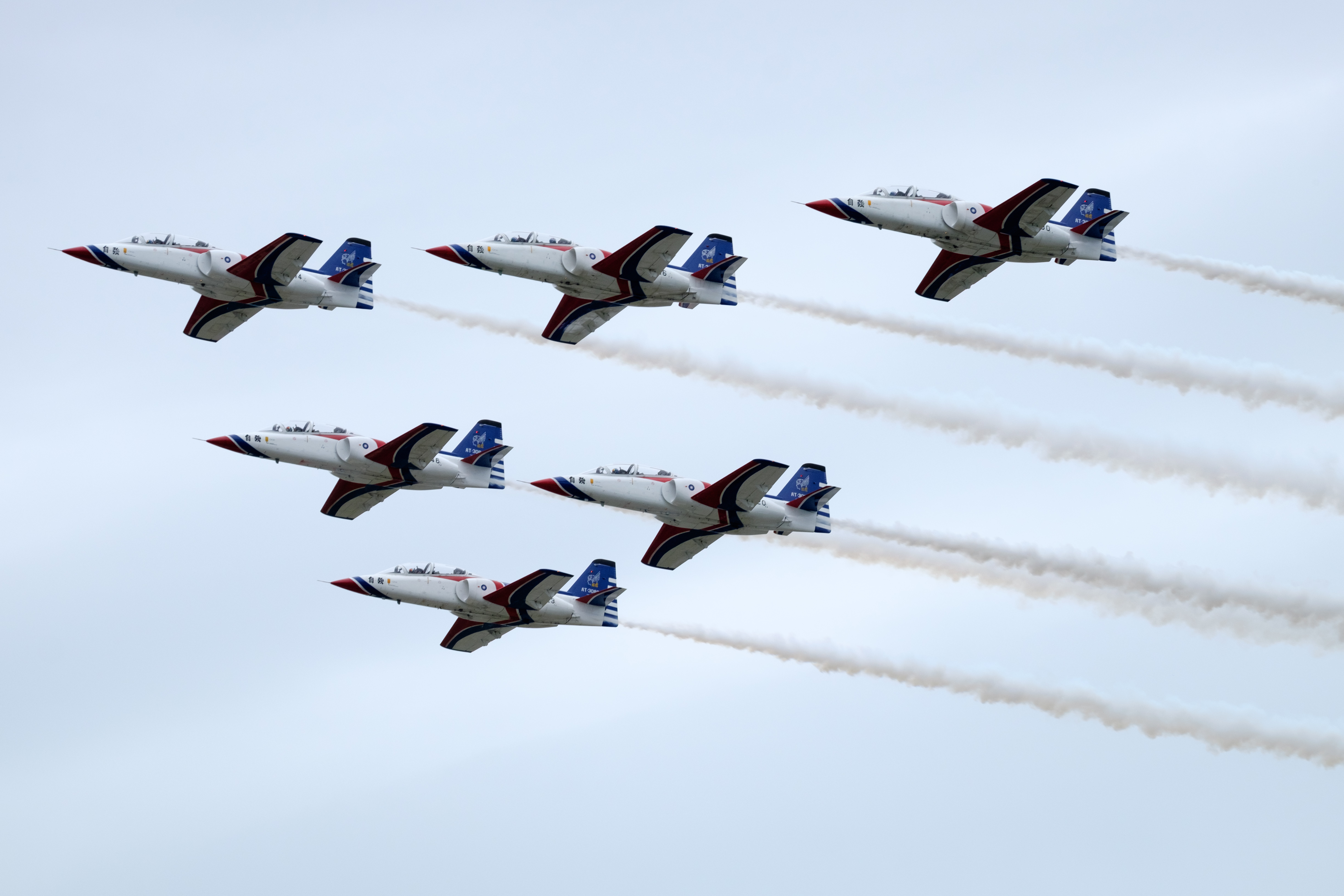
花蓮空軍基地上空で編隊飛行を行う6機のAT-3（2016年）
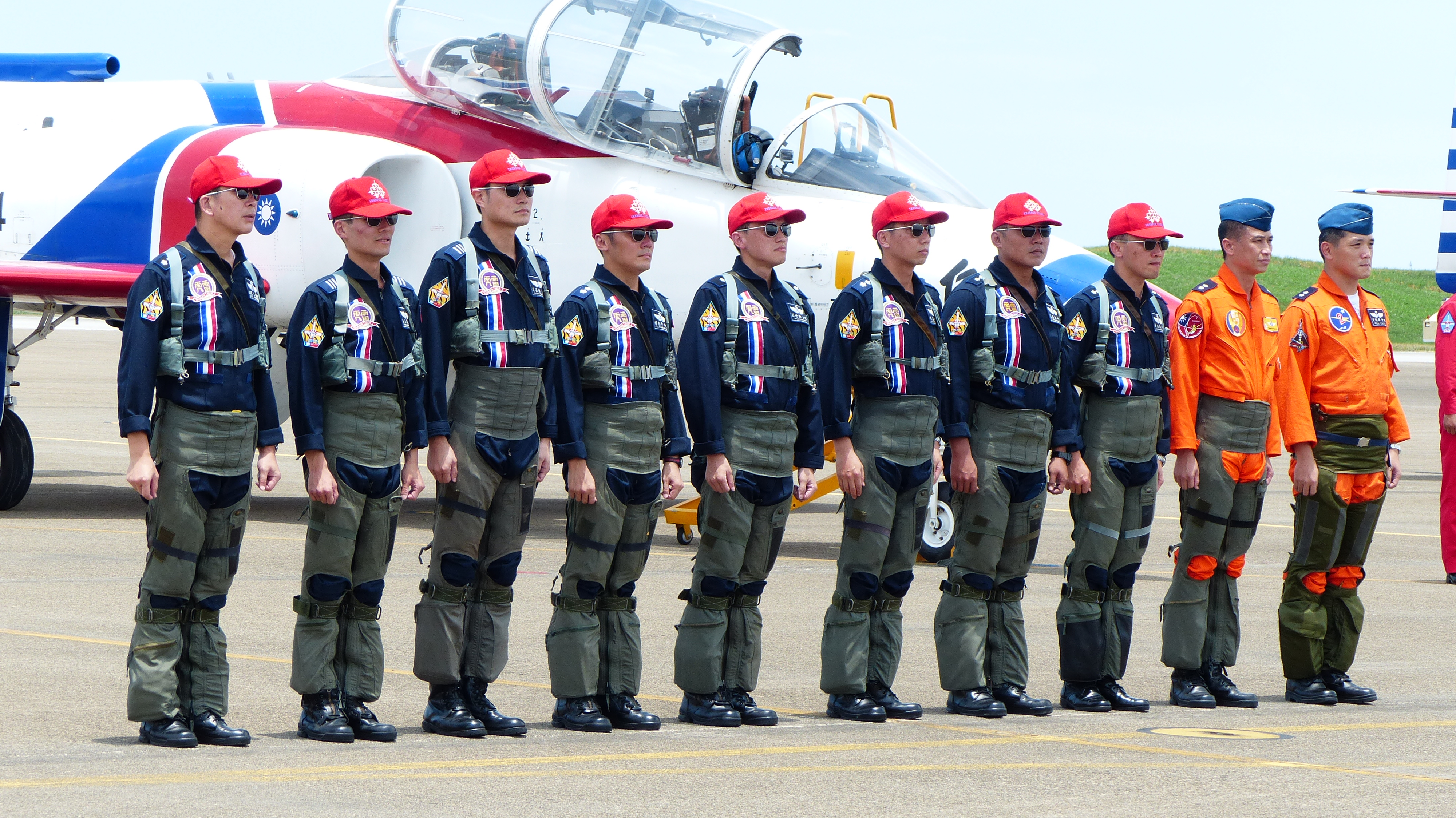
清泉崗空軍基地で整列するサンダー・タイガースのパイロット（2014年）
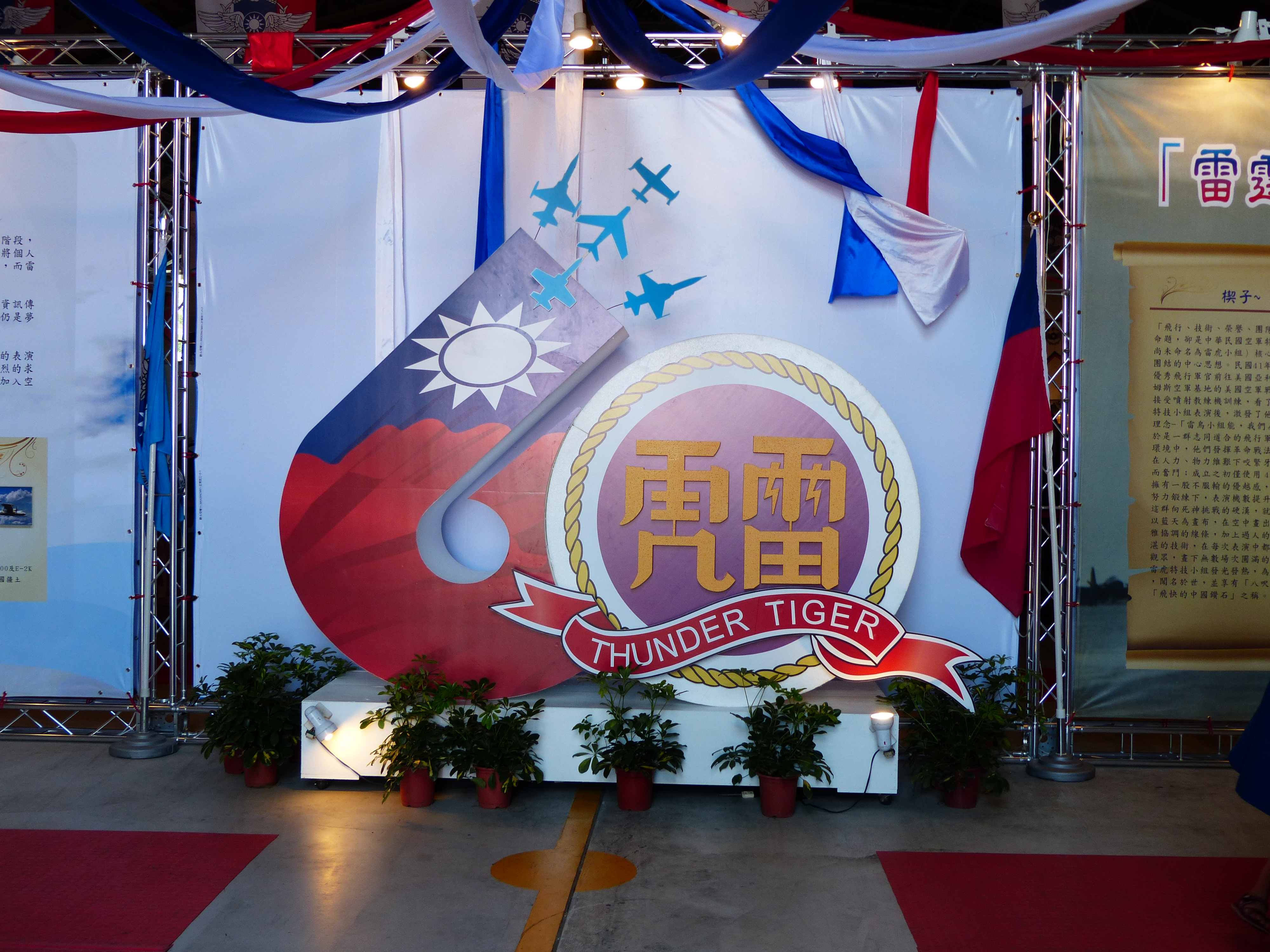
創設60周年記念式典で展示されたエンブレム（2013年）
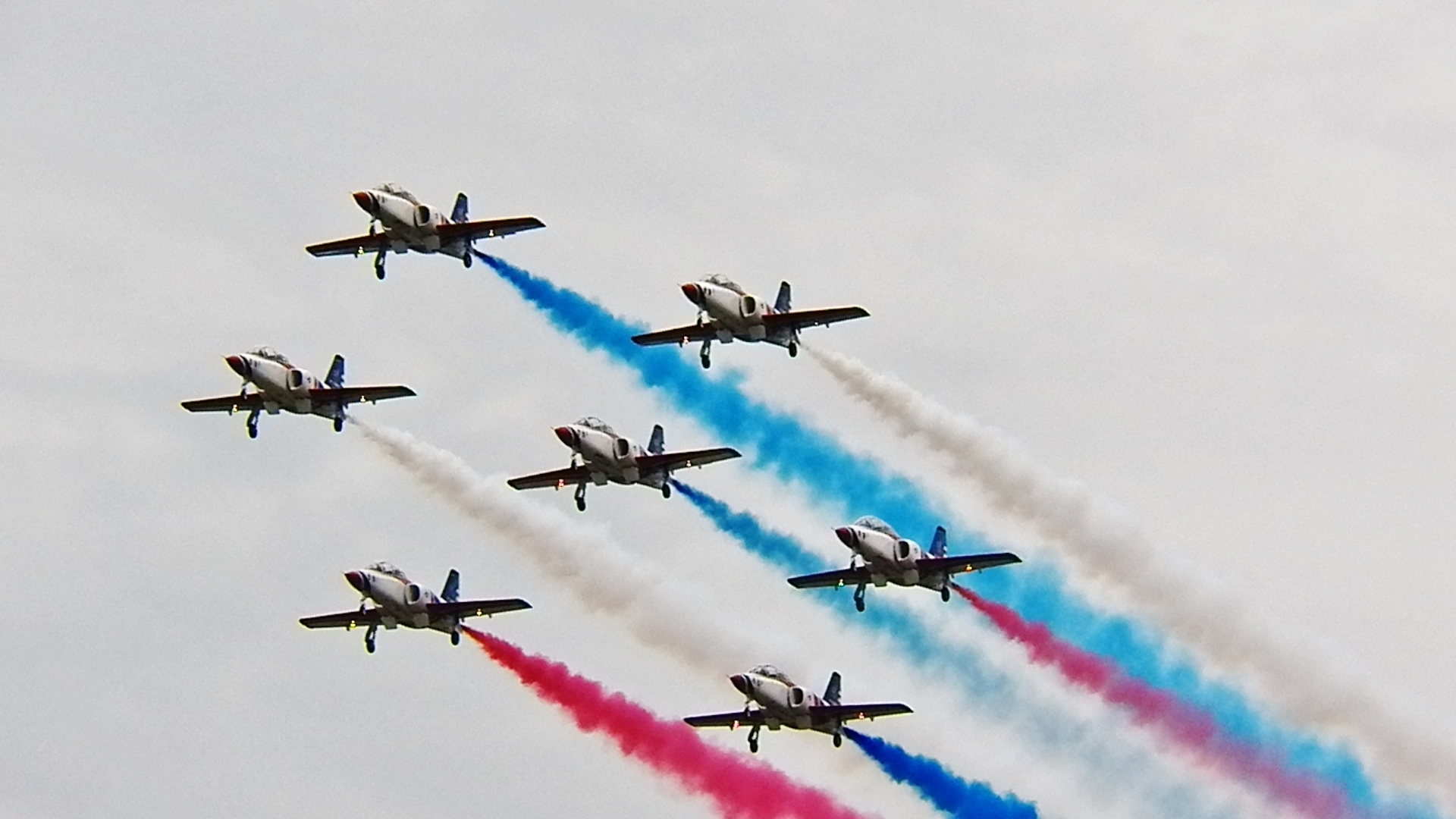
3色のカラースモークを用いた編隊飛行（2012年）
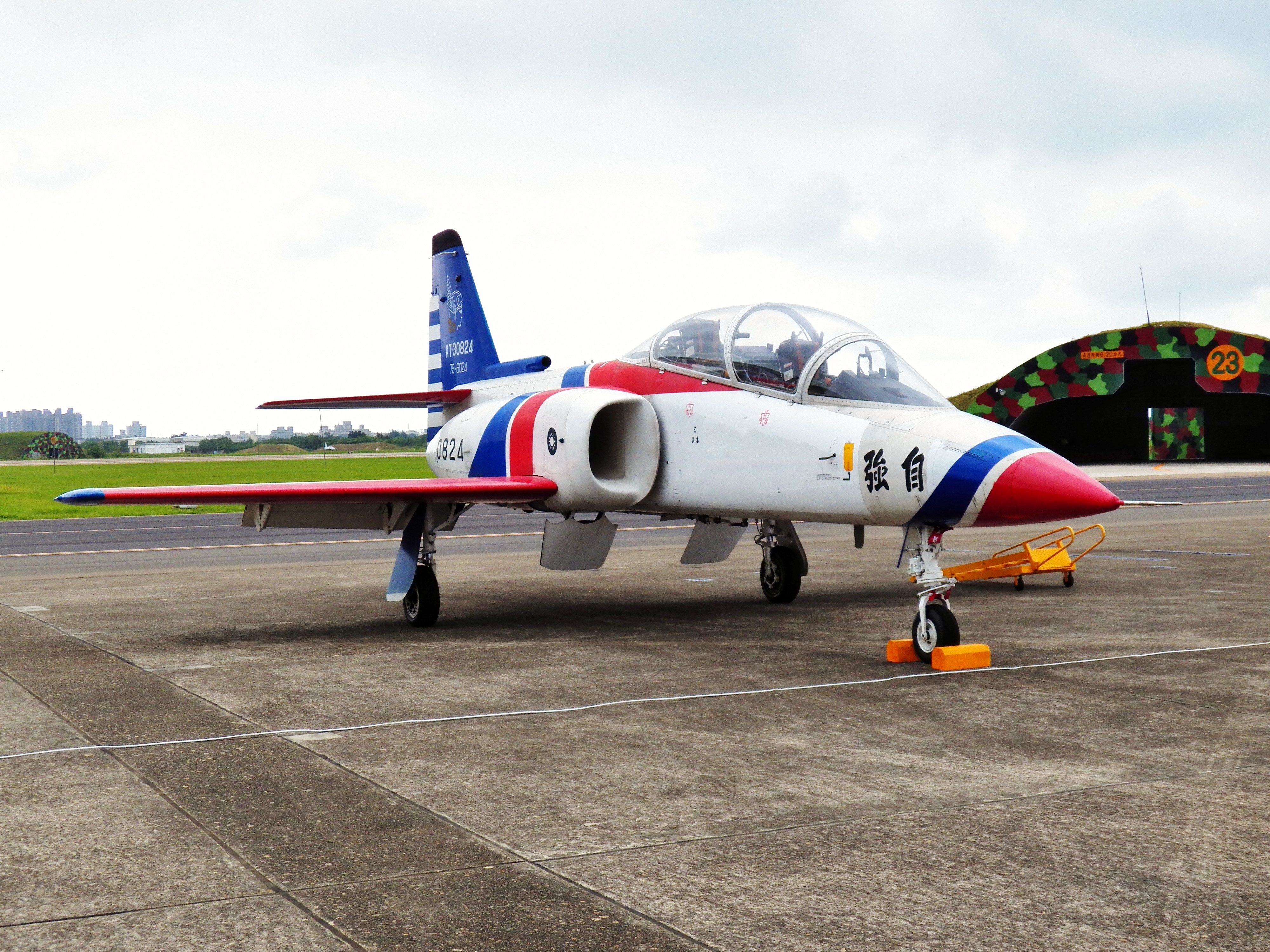
地上展示されたAT-3（2012年）